# Бербениця
Бербени́ця (від рум. tărbînță, berbință або угор. berbence) — дерев'яна діжечка або барильце для зберігання продуктів, молока, що була в ужитку в Карпатах.

## Інше
Бербениця (інша назва — бугай) — акомпонуючий фрикційний музичний інструмент, який за тембром нагадує ревіння бугая. Невеличка діжечка, в якій верхній отвір обтягнуто шкірою. До шкіри в центрі прикріплено пучок конячого волосся, так звана шпарга. Він закріплюється або вузлом безпосередньо на шкірі, або прив'язується до душки — розпірки всередині діжечки. Різновиди інструменту називають бербениха (найбільший, висотою близько 800 і діаметром 400 мм), бербениця і бербенятко (найменший, еліптичного перерізу).
Музикант зволоженими у квасі руками сіпає за волосся, натерте каніфоллю, і залежно від того, де зупиниться рука, змінюється висота звучання. Тон інструмента складний, мінливий, має характер кластеру в межах кварти-квінти. Використовують два типи звуків: короткі, чіткі, ясні, що виконуються на невеликій ділянці шпарги, та довгі, тривалі, тягучі.